# Ratpenat de ferradura de les Cèlebes
El ratpenat de ferradura de les Cèlebes (Rhinolophus celebensis) és una espècie de ratpenat de la família dels rinolòfids. Viu a Indonèsia. El seu hàbitat natural són els boscos primaris i secundaris, i es tracta d'una espècie que descansa en coves, en colònies de fins a centenars d'exemplars. No hi ha cap amenaça significativa per a la supervivència d'aquesta espècie, tot i que està afectada per la desforestació.